# 孝成卫婕妤
孝成卫婕妤（?—?），本名李平，汉成帝妃嫔。
李平本是班婕妤的侍女，妖嬈多姿，汉成帝早年宠幸于许皇后，后宫较少进见。随着许皇后失宠，鸿嘉（前20年—前17年）后，后宫得到更多的宠幸，李平容貌俏麗，乖巧玲瓏，年輕貌美，而且十分伶俐，和班婕妤情同姐妹，班婕妤推荐李平，得到成帝的宠幸后，李平被立为婕妤。成帝说：“始卫皇后亦从微起。”于是赐李平姓卫，称为卫婕妤。
及成帝宠赵飞燕姐妹，许皇后、班婕妤相继失宠，许皇后废入长定宮，班婕妤前去侍奉太后。李平不受牵连，依然时有露面。卒年不详。